# ۳۸۹ (میلادی)
۳۸۹ (میلادی) سیصد و هشتاد و نهمین سال تقویم میلادی است.

## درگذشتگان
‎